# Oktawiusz Farnese
Oktawiusz Farnese właśc. Ottavio Farnese (ur. w 1524, zm. w 1586) – książę Parmy w latach 1547–1586 i władca Camerino. Wnuk papieża Pawła III.

## Życiorys
Był synem Piotra Alojzego Farnese i bratem dwóch kardynałów: Ranuccio i Alessandro, a także Orazio Farnese. W wieku 13 lat ożenił się z Małgorzatą Parmeńską, wdową po Aleksandrze Medyceuszu. Z tego związku urodziło się dwóch synów, bliźniaków: Aleksander i Karol.
Po śmierci swojego ojca w 1547 roku objął władzę w Parmie. Wkrótce potem popadł w konflikt ze swoim dziadkiem, Pawłem III, kiedy ten stwierdził, że w celu polepszenia stosunków z Francją należy odsunąć od władzy Ottavia i mianować na jego miejsce jego brata, Orazio, który miał zostać zięciem króla Henryka II. Paweł III chciał bowiem odzyskać Piacenzę na rzecz Państwa Kościelnego, oddając w zamian Parmę cesarzowi Karolowi V. Ottavio, który został wcześniej mianowany gonfaloniere Kościoła, zdecydowanie nie chciał się na to zgodzić i sprzymierzył się wówczas z wrogiem rodu Farnese, Ferrante Gonzagą, by odbić Parmę siłą. Próba ta nie powiodła się, a zamiast tego doprowadziła do gwałtownego pogorszenia stanu zdrowia Pawła III i jego śmierci kilka dni później. Tuż przed śmiercią papież ugiął się i przekazał władzę w Parmie Ottaviowi.
Wkrótce potem nowy papież, Juliusz III, nadał Parmę Ottaviowi w lenno, lecz później, pod wpływem Karola V, usiłował usunąć go z miasta siłą. Wobec takiego obrotu sprawy Farnese poprosił o pomoc nowego króla Francji, Henryka II. Doprowadziło to do otwartej wojny zarówno pomiędzy Juliuszem III a Ottaviem Farnese, jak i pomiędzy Walezjuszami a Habsburgami. Ponieważ wojska papieskie i cesarskie nie pokonały wojsk francuskich, papież podpisał niekorzystny rozejm z Francją 29 kwietnia 1552 i oficjalnie oddał Ottaviowi księstwo Parmy.
Po śmierci Ottavia władzę objął jego syn, Aleksander.